# Place d’Italie metróállomás
A Place d’Italie egy metróállomás Franciaországban, Párizsban a párizsi metró 5-ös, 6-os és 7-es metróvonalán. Tulajdonosa és üzemeltetője a RATP.

## Metróvonalak
Az állomást az alábbi metróvonalak érintik:
- 5-ös metróvonal
- 6-os metróvonal
- 7-es metróvonal

## Kapcsolódó állomások
A metróállomáshoz az alábbi állomások vannak a legközelebb:
- Campo-Formio (Bobigny – Pablo Picasso, 5-ös metróvonal)
- Corvisart (Charles de Gaulle - Étoile, 6-os metróvonal)
- Nationale (Nation, 6-os metróvonal)
- Tolbiac (Villejuif – Louis Aragon, Mairie d’Ivry, 7-es metróvonal)
- Les Gobelins (La Courneuve – 8 Mai 1945, 7-es metróvonal)